# Gare de Servoz
La gare de Servoz est une halte ferroviaire française de la ligne de Saint-Gervais-les-Bains-Le Fayet à Vallorcine (frontière), située sur le territoire de la commune des Houches, à proximité de la commune de Servoz, dans le département de la Haute-Savoie, en région Auvergne-Rhône-Alpes.

## Situation ferroviaire
Ce point d'arrêt SNCF est situé au point kilométrique (PK) 6,762 de la Ligne de Saint-Gervais à Vallorcine.

## Service des voyageurs

### Accueil
La gare de Servoz dispose de deux bâtiments inutilisés aujourd'hui. Un parking est situé à proximité ainsi qu'un parc à vélos.

### Desserte
La gare de Servoz est desservie par des trains de la SNCF et de la région Auvergne-Rhône-Alpes qui assurent des services TER Auvergne-Rhône-Alpes qui desservent les gares entre Saint-Gervais-les-Bains-Le Fayet et Vallorcine.

### Fréquentation
De 2015 à 2023, selon les estimations de la SNCF, la fréquentation annuelle de la gare s'élève aux nombres indiqués dans le tableau ci-dessous.
| Année     | 2015   | 2016   | 2017   | 2018   | 2019  | 2020  | 2021  | 2022   | 2023   |
| --------- | ------ | ------ | ------ | ------ | ----- | ----- | ----- | ------ | ------ |
| Voyageurs | 11 302 | 10 376 | 12 565 | 13 163 | 9 679 | 8 238 | 9 904 | 13 058 | 14 930 |